# 矢内一雄
矢内 一雄（やない いちお、1931年〈昭和6年〉1月14日 ‐ ）は、群馬県出身の政治家。元伊勢崎市長、群馬県議会議員、伊勢崎市議会議員。

## 経歴
1931年、群馬県伊勢崎市の農家の長男として生まれる。
旧制佐波農業学校（後の群馬県立佐波農業高等学校、現在の群馬県立伊勢崎興陽高等学校）を1948年に卒業、しばらく農業に従事したが、父義雄の友人の薦めで米穀検査官となる。
検査官は2年ほどで辞め、農業に戻る。その後、前橋市立工業短期大学（現：前橋工科大学）建築工学科の聴講生となる。同短大には当時勤労学生を対象とした夜間コースしかおかれていなかった。
聴講を開始して半年ほどで二級建築士の試験に合格したため退学、地元の協働建設に建築士として入社。他方、矢内二級建築設計事務所を設立。協働建設の倒産を契機に独立、1964年に矢内建設を設立（後に株式会社化）民間住宅建設を専門とした（後に土木分野にも進出）。
1987年、伊勢崎市議会議員当選（1期）。
1992年に群馬県議会議員に転進。1997年、2期目の途中、現職の高橋基樹に挑戦する形で伊勢崎市長選に立候補するも苦杯を嘗める。その後、地元の区長（波志江一丁目）を務めるなどして充電。高橋の退陣を受けての2001年2月の伊勢崎市長選に再出馬、70歳で初当選を果たした。
建築業界から政界へ進出するきっかけとなったのは、伊勢崎巴ライオンズクラブ会長時代に、長く途絶えていた伊勢崎市の花火大会復活を実行委員長として成功させ、その政治力を評価されたため。一男一女がいるが、いずれも独立し別居。妻幸代と二人暮らし。
2008年6月12日に市議会一般質問に答える形で、2009年1月の市長選に出馬せず政界から引退するつもりであるとの意思表明を行った。
2009年1月22日、任期満了により市長退任。後任は五十嵐清隆。
2016年秋、旭日小綬章受章。

## 大観覧車建設騒動
矢内一雄の市政運営の手法は地味ではあるが堅実だと評価されることが多い。平成の大合併によって人口20万になった新伊勢崎市の初代市長に就任（2005年1月）後も、スタンドプレーを苦手とするため、たとえば太田市の清水聖義市長や高崎市の松浦幸雄市長と較べてマスメディアへの露出度は低かった。その矢内一雄の名前が、2006年突如TVの全国放送に登場するようになった。大観覧車騒動がそれである。
伊勢崎市は北関東自動車道に 新たなPAを誘致するため、波志江町に「環境ふれあい公園」整備計画を高橋基樹前市長時代から進めていた。その目玉が大観覧車（高さ88メートル）である。計画が市議会で承認された頃から、地元住民の間で反対運動が盛んになった。観覧車によって周辺住民のプライバシーが脅かされるというのがその理由である。やがて、巨大遊戯施設建設は税金の無駄遣いであると論点を移し、伊勢崎市全体におよぶ反対運動へと発展した。
署名活動が開始された時点で、大観覧車発注は市議会の承認を得ていた（建設費用約10億円のうち7億円が合併特例債によって賄われることが前提）が、北海道夕張市の 財政破綻報道に象徴されるように、自治体による箱物行政への批判がマスコミを賑わせた時期でもあり、東京のマスメディアが大挙取材に押しかける騒ぎとなった。市長や市幹部が取材拒否するという姿勢に出たためマスコミの反発を買い、税金無駄遣いの好例としてTVのワイドショーでも取り上げられる事態に立ち至った。それに伴い住民による反対運動が盛り上がり、2万名以上の反対署名が集まった。
こうしたなか、事前交渉に おいては合併特例債の発行にゴーサインを出していた総務省も慎重な姿勢に転じ、2007年1月、矢内市長は観覧車建設延期を発表せざるをえなくなった。これは実質的な建設計画撤回である。その後伊勢崎市は観覧車建設を受注した業者（泉陽興業）との間で、契約解消に向けた話し合いに入ったものの進展をみなかったため、東京地方裁判所における民事調停に交渉の場を移した。08年10月調停委員会より調停条項案の提示があり、伊勢崎市が泉陽興業に9,672万円を支払う形で双方が合意した。これをうけ、08年11月の臨時市議会に調停条項案受諾ための補正予算案と市長等三役の給料を3ヶ月間減額する条例案が提出され、承認された。審議の過程で、矢内市長は説明責任が十分でなかったことを認め謝罪した。